# League City
League City és una població dels Estats Units a l'estat de Texas. Segons el cens del 2000 tenia 45.444 habitants.

## Demografia
Segons el cens del 2000, League City tenia 45.444 habitants, 16.189 habitatges, i 12.465 famílies. La densitat de població era de 342,4 habitants/km².
Dels 16.189 habitatges en un 42,6% hi vivien nens de menys de 18 anys, en un 65,4% hi vivien parelles casades, en un 8,2% dones solteres, i en un 23% no eren unitats familiars. En el 18,4% dels habitatges hi vivien persones soles el 3,2% de les quals corresponia a persones de 65 anys o més que vivien soles. El nombre mitjà de persones vivint en cada habitatge era de 2,78 i el nombre mitjà de persones que vivien en cada família era de 3,19.
Per edats la població es repartia de la següent manera: un 29,4% tenia menys de 18 anys, un 6,6% entre 18 i 24, un 35,9% entre 25 i 44, un 22,2% de 45 a 60 i un 5,9% 65 anys o més.
L'edat mediana era de 34 anys. Per cada 100 dones de 18 o més anys hi havia 97,5 homes.
La renda mediana per habitatge era de 67.838 $ i la renda mediana per família de 72.760 $. Els homes tenien una renda mediana de 52.366 $ mentre que les dones 34.301 $. La renda per capita de la població era de 27.170 $. Aproximadament el 3,6% de les famílies i el 4,8% de la població estaven per davall del llindar de pobresa.

## Poblacions més properes
El següent diagrama mostra les poblacions més properes.